# Lunel-Viel
Lunel-Viel este o comună în departamentul Hérault din sudul Franței. În 2009 avea o populație de 3.678 de locuitori.

## Evoluția populației
| An        | 1975  | 1982  | 1990  | 1999  | 2006  | 2009  |
| --------- | ----- | ----- | ----- | ----- | ----- | ----- |
| Populație | 1.331 | 1.673 | 2.301 | 3.174 | 3.484 | 3.678 |